# Гимринское соглашение
Гимринское соглашение — четырехстороннее совместное заявление от 6 февраля 2014 года Правительством Республики Дагестан, администрацией муниципального района «Унцукульский район», администрацией сельского поселения «село Гимры» и общественностью сельского поселения «село Гимры» по «Обеспечению взаимодействия в сфере противодействия экстремизму и терроризму, а также осуществлению мер по социально-экономическому развитию района».

## Предыстория

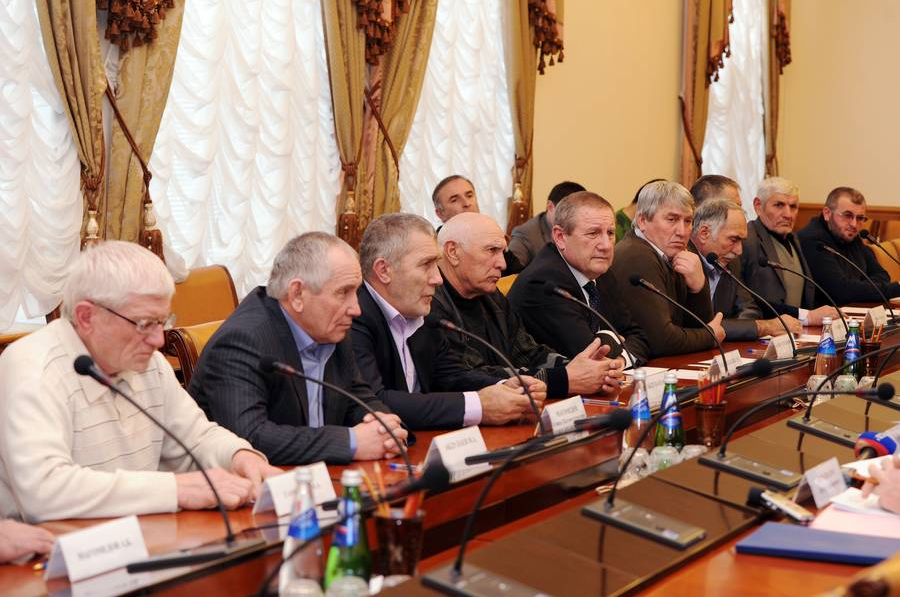
Представители общественности села Гимры на приёме у Главы РД Абдулатипова до подписания соглашения

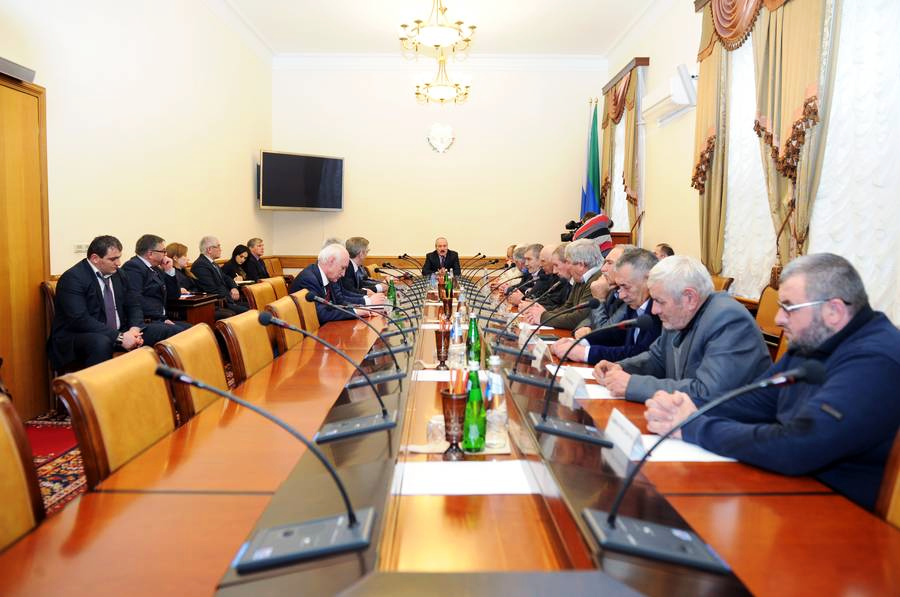
Представители общественности села Гимры на приёме у Главы РД Абдулатипова до подписания соглашения

Решение разработать соглашение, где конкретно указано, что обязуется каждая из сторон, было принято 7 августа на встрече Главы РД Рамазана Абдулатипова с общественностью села Гимры Унцукульского района. И как отметил Премьер-министр РД, это первое соглашение, которое подписывается между Правительством республики, муниципалитетом и сельским поселением.

## Стороны
Подписи под документом поставили: на тот момент Глава МР «Унцукульский район» Шамиль Магомедов и Председатель Правительства РД Абдусамад Гамидов.

### Лица, участвовавшие в подписании Гимринского соглашения
- Глава РД Рамазан Абдулатипов
- Председатель Правительства РД Абдусамад Гамидов
- Глава МР «Унцукульский район» Шамиль Магомедов
- 12 представителей общественности села Гимры. Среди них глава администрации села Гимры - Аляса Магомедов.

## Итоговые договоренности
В рамках соглашения Правительство РД обязуется принять меры по включению в государственные инвестиционные программы РФ и РД на 2014-2016 годы:
- строительства больницы с поликлиникой,
- строительства детского сада,
- проведения берегоукрепительных работ в селе,
- выделение средств на проведение в 2014 году капитального ремонта дома культуры и водопровода в селе,
- выделение в том же году школьного автобуса для МКОУ «Гимринская средняя общеобразовательная школа» для перевозки детей из близлежащих населенных пунктов,
- принять меры по содействию в организации на территории района, в том числе в сельском поселении, малых производств по переработке сельскохозяйственной продукции, камнеобрабатывающего производства, а также оздоровительных лагерей.

Председатель Правительства А.Гамидов отметил: 

«Все обязательства, которые мы взяли на себя, будут выполнены четко и в срок. Гимринцы – достойные люди, гордый народ. Гимры, родина двух имамов, не должна находиться в таком состоянии. Вы, как уважаемые люди, старшие в тухумах, берете на себя ряд обязательств, чтобы в этом селе не было такого положения, которое на сегодняшний день. По нашим традициям, в семье слово старшего  последнее. Несколько человек не должны терроризировать село, республику, и создавать неудобства для жизни нашего населения».

В обязательств общественности села входило:
1. принимать все законные меры для возвращения к мирной жизни уроженцев села, участвующих в деятельности незаконных вооруженных формирований, в том числе за пределами страны,
2. совместно с правоохранительными органами не допускать в село имеющих отношение к незаконным вооруженным формированиям и оказывающих содействие их членам,
3. оказывать содействие правоохранительным органам во время проведения контртеррористических операций на территории села.
4. создать на территории села народную дружину, проводить агитационную работу среди молодежи о необходимости оказания поддержки правоохранительным органам в борьбе против незаконных вооруженных формирований,
5. направлять в правоохранительные органы лиц из числа молодежи для участия в охране общественного порядка.
6. разработать и реализовать меры, направленные на повышение эффективности работы общественности сельских поселений по недопущению вовлечения жителей сельских поселений в ряды незаконных вооруженных формирований,
7. координировать работу органов местного самоуправления района и сельского поселения, общественности села по реализации условий Соглашения
8. обеспечить организацию и ежеквартальное проведение сходов жителей села для решения вопросов, обозначенных в Соглашении,
9. проводить разъяснительную работу среди жителей села о преступной сущности идеологии экстремизма и терроризма,
10. координировать работу народной дружины сельского поселения и т.д.